# Підківка чубата
Підківка чубата, гіпокрепіс чубатий (Hippocrepis comosa) — вид рослин з родини бобові (Fabaceae), поширений у Європі.

## Опис

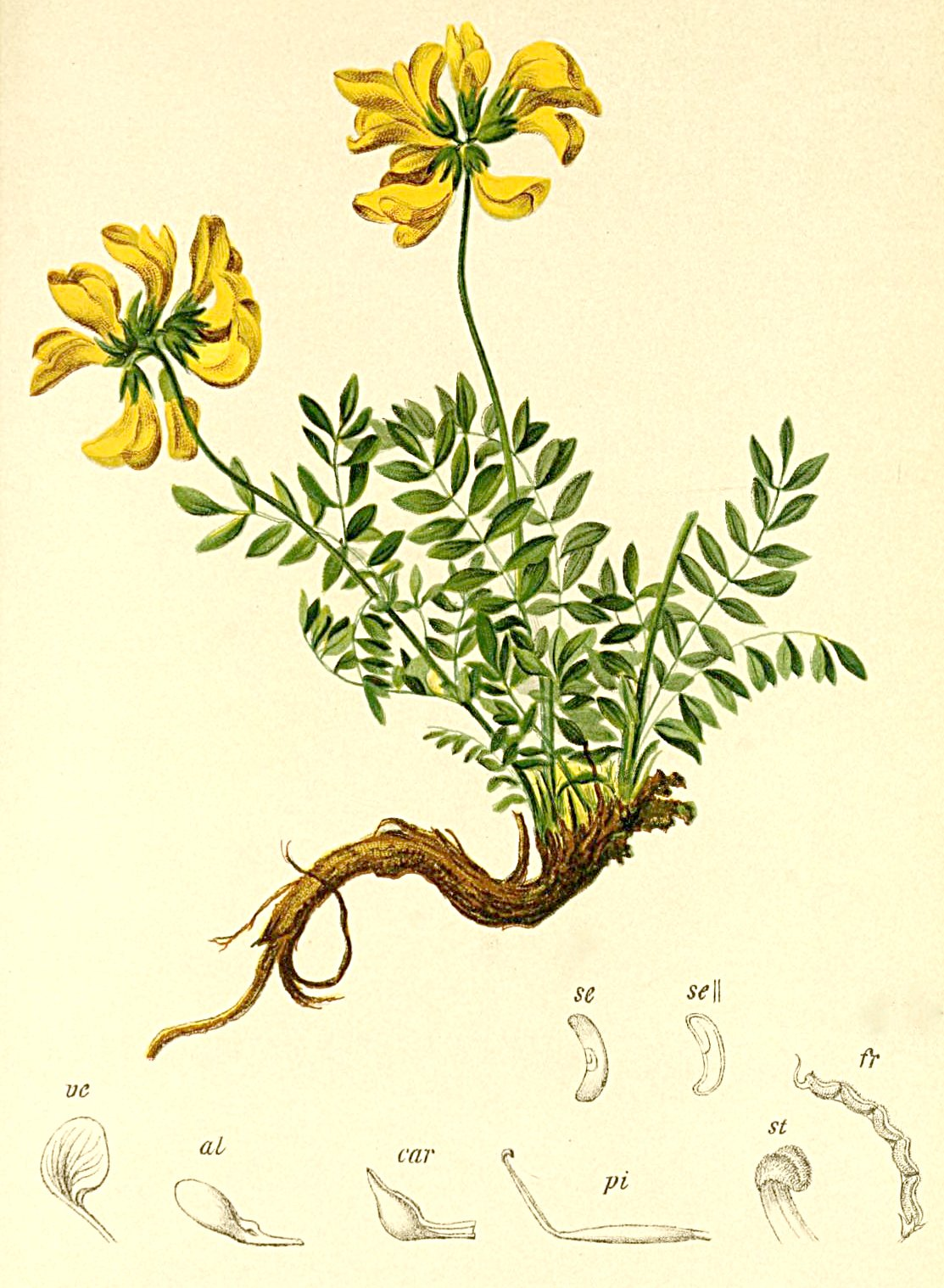

Багаторічник, напівчагарник. Стебла численні, гіллясті, висхідні або прямостійні, до 40 см заввишки, дерев'янисті на основі. Насіння серпоподібне або місяцеподібне, верхівка й основа округлі, 3.2–3.8 x 1.2–1.4 мм. 2n=28. Квітки жовті, у зонтикоподібних суцвіттях. Боби з широко відкритими виїмками.
Цвіте у травні — липні. Плодоносить у липні — серпні.

## Поширення
Поширений у Європі від Іспанії та Великої Британії до України.
В Україні вид зростає на лугових степах, вапнякових схилах і в ялівцевих лісах — у гірському Криму і західній частині Лісостепу, рідко.

## Загрози й охорона
Досить стенотопна еколого-ценотична амплітуда, обмежена як природними факторами (відслонення крейди, характер експозиції схилів) так і дією антропогенних чинників, процесами заліснення чи задерніння.
Занесений до Червоної книги Україні в статусі «Рідкісний». Охороняють у заказниках загальнодержавного значення «Голицький» (Тернопільська обл.) та «Чорна річка» (Байдарська долина).